# Correa
Correa – rodzaj roślin z rodziny rutowatych. Obejmuje 11 gatunków. Wszystkie występują w Australii, głównie w jej południowo-wschodniej części, w tym także na Tasmanii. Rosną w formacjach zaroślowych, w tym mallee, zwykle na podłożu wapiennym. Rośliny są aromatyczne, ale kwiaty mają bezwonne, zapylane przez ptaki.
Rośliny z różnych gatunków, a także mieszańce (wszystkie gatunki łatwo je tworzą) między nimi uprawiane są w ciepłym klimacie jako ozdobne. Na obszarach gdzie zdarzają się mrozy, uprawiane bywają w szklarniach. Cenione są dla kwitnienia w ciągu zimy. Liście Correa alba używane są do zaparzania podobnie jak herbata.
W nazwie rodzaju upamiętniony został portugalski dyplomata i naukowiec, w tym botanik – José Francisco Correia da Serra (1750–1823).

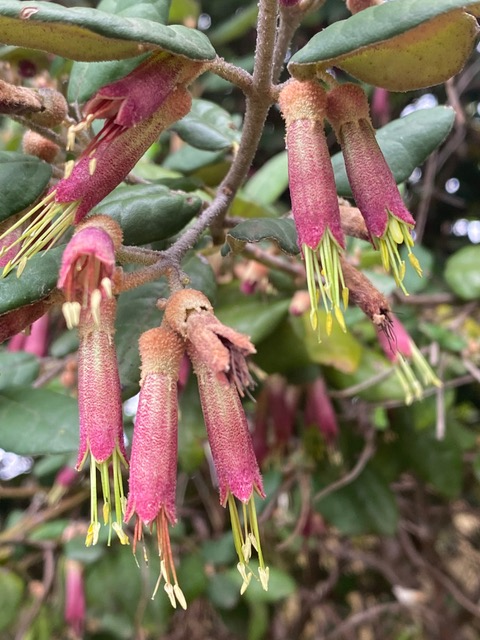
Correa lawrenceana

## Morfologia
PokrójKrzewy i niewielkie drzewa, osiągające do 8 m wysokości, rzadko pędy płożące.
LiścieZimozielone, naprzeciwległe, pojedyncze, od spodu zwykle gęsto owłosione gwiazdkowatymi włoskami.
KwiatyObupłciowe, wyrastają pojedynczo lub w wierzchotkach na krótkopędach. Kwiaty są czterokrotne, zwisające. Kielich półkulisty, czasem podzielony na działki. Płatki korony stulone w długą rurkę na końcu z wolnymi łatkami, czasem rozchylające się, rzadko szeroko rozpostarte. Pręcików jest 8 i wszystkie są płodne, a ich nitki są wolne. U nasady pręcików znajduje się 8-łatkowy dysk miodnikowy. Górna zalążnia jest czterokomorowa. W każdej z komór znajdują się po dwa zalążki. Szyjka słupka jest długa i cienka.
OwoceTorebki otwierające się czterema klapkami.

## Systematyka
Rodzaj z plemienia Boronieae z podrodziny Toddalioideae z rodziny rutowatych Rutaceae.
Wykaz gatunków
- Correa aemula (Lindl.) F.Muell.
- Correa alba Andrews
- Correa backhouseana Hook.
- Correa bauerlenii F.Muell.
- Correa calycina J.M.Black
- Correa decumbens F.Muell.
- Correa eburnea Paul G.Wilson
- Correa glabra Lindl.
- Correa × harrisii Paxton
- Correa lawrenciana Hook.
- Correa pulchella J.B.Mackay ex Sweet
- Correa reflexa (Labill.) Vent.
- Correa × rubra Sm.